# Сиба (род)
Род Сиба (яп. 斯波氏 сиба-си) — японский самурайский род периодов Муромати и Сэнгоку в XIV—XVI веках.

## История
Родоначальником рода Сиба был Асикага (Минамото) Ясуудзи, происходивший из древнего рода Гэндзи. Сиба Иэудзи был сыном Сиба Ясуудзи, родоначальника рода в конце XIII века.
Домен рода Сиба находился в провинции Муцу на севере острова Хонсю. Род Сиба также унаследовал должность губернатора провинции Овари (современная префектура Айти).
Сиба Такацунэ (1305—1367) поддержал Асикага Такаудзи в борьбе за верховную власть и значительно увеличил политическую роль своего рода. Такацунэ оказал поддержку Асикага в войне против императора Го-Дайго в 1335 году. С установлением сёгуната Асикага Сиба Такацунэ получил в награду от Асикага Такаудзи должность сюго (военного наместника) в провинциях Этидзэн и Ваказа.
Сиба Ёсимаса (1350—1410), сын Такацунэ, трижды занимал должность канрэя в 1362—1366, 1379—1391 и 1393—1398 годах. Его сын Сиба Ёсисигэ (1371—1418) был канрэем в 1405—1409 годах, а внук, Сиба Ёсиацу (1397—1434), занимал должность канрэя в 1409—1410, 1429—1432 годах.
Род Сиба обладал большими влиянием и владениями в провинциях Этидзэн и Овари, где им принадлежали должности наместников во время периода Сэнгоку.
В середине 1450-х годов началось соперничество за главенство в роде Сиба между двумя его представителями. Сиба Ёситоси (1435—1508) пользовался поддержкой могущественного феодала, канрэя Хосокава Кацумото, а его соперника, Сиба Ёсикадо, поддерживал Ямана Мотитоё по прозвищу Содзэн («Красный монах»), тесть и противник Хосокава. Борьба за главенство в роде Сиба стала одной из причин десятилетней гражданской войны в Японии (1467—1477), известной в истории как «Война годов Онин». В 1470-х годах род Сиба потерял контроль над провинцией Этидзэн, которую себе подчинил род Асакура, бывший вассал Сиба.
Сиба Ёситоси, пользовавшийся поддержкой рода Хосокава, одержал победу в борьбе за лидерство в роду, а его соперник Сиба Ёсикадо был лишен права наследования. Потомки Сиба Ёситоси сохранили власть над провинцией Овари вплоть до середины XVI века.
Сиба Ёсимунэ (1513—1554), 14-й глава рода Сиба, был номинальным губернатором (сюго) провинции Овари и владел замком Киёсу. Против Ёсимунэ выступил его заместитель (сюго дай) Ода Нобутомо (1516—1555). В 1553 году Ода Нобутомо захватил замок Киёсу, принадлежавший своему номинальному господину Сиба Ёсимунэ. В следующем 1554 году по приказу Оды Нобутомо Сиба Ёсимунэ совершил ритульное самоубийство. В 1555 году Ода Нобунага, племянник и противник Нобутомо, захватил замок Киёсу, заставив последнего совершить харакири.
Последним (15-м) главой рода был Сиба Ёсиканэ (1540—1600), которого Ода Нобунага первоначально назначил номинальным губернатором (сюго) провинции Овари, а затем отстранил от должности и отправил в изгнание. Сиба Ёсиканэ имел трёх сыновей, которые не играли важной роли и были вассалами разных даймё.

## Видные представители рода
- Сиба Такацунэ (1305—1367), сюго провинции Этидзэн
- Сиба Ёсимаса (1350—1410), канрэй (1362—1366, 1379—1391, 1393—1398)
- Сиба Ёсихигэ (1371—1418), канрэй (1405—1409)
- Сиба Ёсиацу (1397—1434), канрэй (1409—1410, 1429—1432)
- Сиба Ёсимунэ (1513—1554)
- Сиба Ёсиканэ (1540—1600)